# Union Properties PJSC
Union Properties (UP) es una empresa de desarrollo inmobiliario con sede en Dubái, Emiratos Árabes Unidos. La compañía es conocida como un desarrollador maestro tanto del rascacielos The Index como de Dubai Motor City . Union Properties es una sociedad anónima pública en el mercado financiero de Dubái . La compañía también brinda una serie de servicios a través de sus subsidiarias en los EAU, que incluyen desarrollo de ocio y destino, gestión y servicios integrados de instalaciones, gestión de asociaciones de propietarios, acondicionamiento de proyectos de interior, así como calefacción, ventilación y aire acondicionado ( HVAC ). fabricación de accesorios.
Las empresas subsidiarias también incluyen Dubai Autodrome y Marriott Executive Apartments y Courtyard by Marriott .
Union Properties se fundó en 1987 como Union Property Private Limited y se convirtió en una sociedad anónima pública en 1993 cuando se incorporó al mercado financiero de Dubái.

## Proyectos de Union Properties como Master Developer
Union Properties participó en el desarrollo de los siguientes proyectos como “Master Developer”:

### Proyectos de barrio

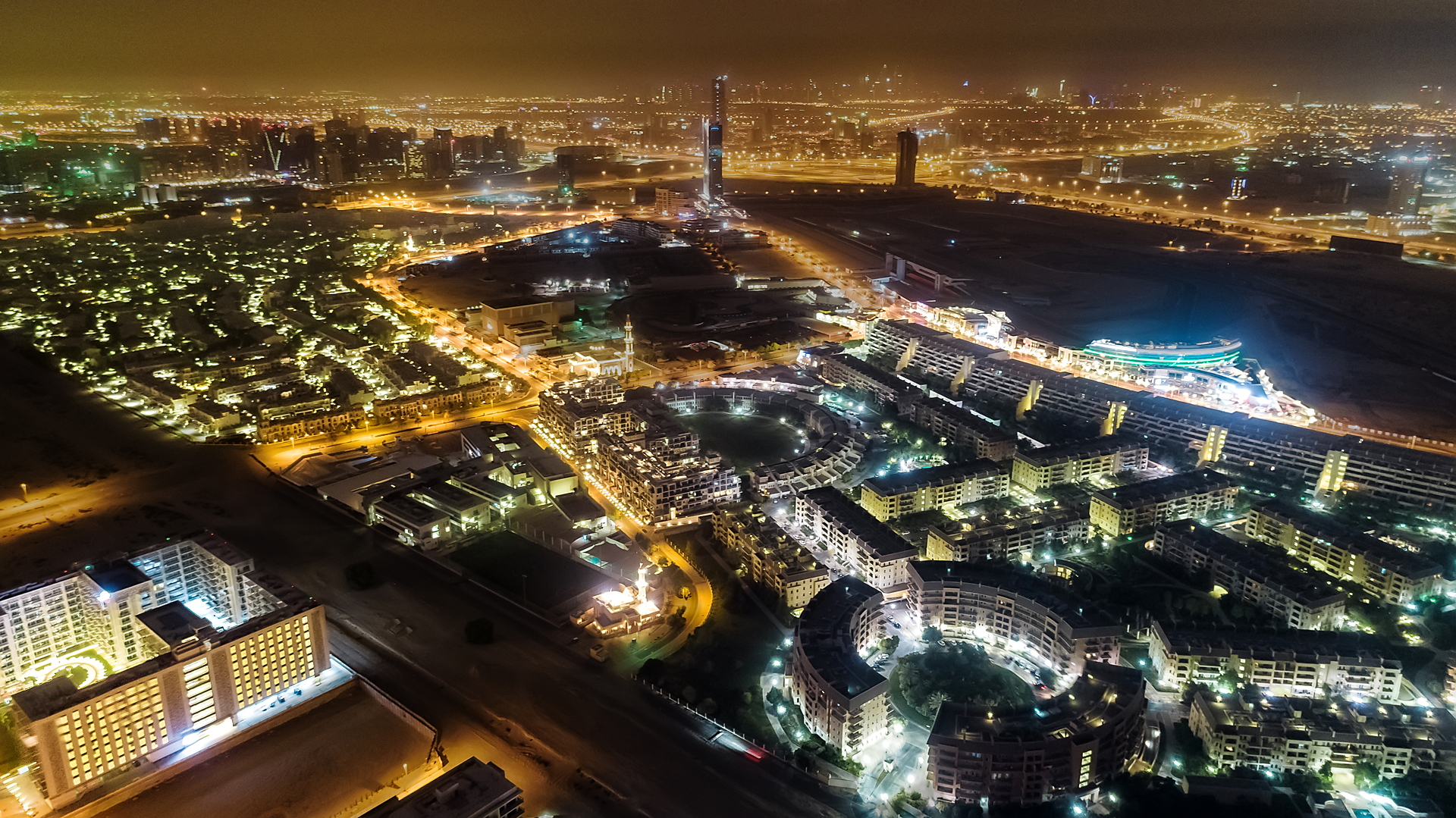
Dubai Motor City

- Barrio de Dubai Motor City ubicado en la ciudad de Dubái. Union Properties ha participado en el desarrollo de sus subproyectos relacionados que incluyen mezquitas, Uptown-MotorCity, MotorCity-Green Community, The Ribbon y OIA Residence, Dubai Autodrome, Grandstand Retail Plaza, Motorsport Business Park, un área VIP Paddock Hospitality e instalaciones de entretenimiento para eventos y entretenimiento corporativo.
- Dubai Green Community, DIP ha sido desarrollado por una empresa conjunta creada entre Union Properties y Dubai Investments PJSC llamada Properties Investment LLC. Este proyecto incluye el desarrollo de Courtyard by Marriott Green Community, Green Community Phase I, Green Community West, Phase II, The Market y Green Community West, Phase III (completado en julio de 2018).

### Proyectos de rascacielos
- Union Tower, 1996, en Dubái
- Torres Al Mussalla, 1998, en Dubái

- UP Tower, 2002, en Dubái
- Torre Index (Dubái), 2005, en Dubái
- Torre de control, 2008, en Dubái

### Otros proyectos
- Limestone House, Centro Financiero Internacional de Dubái

El Ritz Carlton - DIFC

- The Ritz-Carlton, Centro financiero internacional de Dubái
- UPTOWN Mirdiff, Dubái
- Union House, Dubái
- Residencia OIA, Dubai Motor City
- Marriott Executive Apartments, Dubái
- Creekside Residence, Dubái
- Edificio Opal, Dubái
- Al Satwa Villas, Dubái
- Al Wasl Villas, Dubái
- Jumeirah Park Villas, Dubái
- Radio Tower Villas, Dubái
- Al Loze Villas, Dubái
- Nadd Rashid Villas, Dubái
- Union House, Dubái
- Neto. Com, Dubái
- Edificio Al Rolla, Dubái
- Almacenamiento en frío de Al Etihad, Dubái

## Subsidiarias
Union Properties también invirtió otra parte en la compra de una participación estratégica en Palm Hills Company en Egipto de acuerdo con los datos financieros de la compañía para el año 2019 y estos retornos contribuyeron a la restauración de la estabilidad del flujo de caja de la compañía y contribuyen a revitalizar y enfocarse en la compañía. otros negocios, además de mejorar la posición financiera de la empresa y permitirle completar sus otros negocios importantes.
- Dubai Motor City
- Autódromo de Dubái
- ServeU
- EDACOM
- El FitOut
- Inversión en propiedades
- GMAMCO
- Union Malls[10]
- Uptown Mirdiff
- Inversión de capital UPP[11]
- Union Holding LLC
- Al Etihad Cold Storage LLC
- Thermo LLC

## Junta Directiva
El presidente es el Sr. Khalifa Hasan Ali Saleh Al Hammadi, y el vicepresidente es el Sr. Fathi Ben Abdul Sattar Ben Grira.
Los miembros de la junta son:
- Mohamed Fardan Ali Al Fardan
- Darwish Abdulla Ahmed Al Ketbi
- Dahi Yousef Ahmed Abdulla Al Mansoori
- Abdul Wahab Al Halabi
- Jorg Klar

## Premios
- Arabian Business Award 2005, como empresa inmobiliaria del año, organizado por Arabia Business Magazine (ITP).[13]
- 2005-2007 Premios de Autocar de Oriente Medio 2005.
- Premio Emirates Superbrand 2009[14][15]
- Mejor edificio alto de Oriente Medio y África en 2011 por Index Tower, un proyecto de UP, organizado por The Council on Tall Buildings and Urban Habitat.[16]
- Top Real Estate Companies 2016 en 13 ° grado, organizado por Forbes Middle East.[17]
- 2018, Nasser bin Butti Omair bin Yousef, presidente de Union Properties, fue reconocido en el octavo lugar en la lista Power 60 por Construction Business News.[18]
- 2018, premio “Presidente del año” a Nasser Butti Omair Bin Yousef, presidente de Union Properties, otorgado por la publicación CEO Middle East.
- Top 100 Companies in the Middle East 2018 en 47 ° grado organizado por Forbes Middle East.
- Gary Reader, Gerente General de ServeU ganó el premio FM Executive of the Year 2020 de FM Middle East Awards.
- ServeU ganó el premio Unsung Hero of the Year 2020 de los FM Middle East Awards.[19]
- Best Real Estate Company 2016 en decimotercer grado, organizado por Forbes Middle East.[20]
- Premiado como "Mejor edificio alto de Oriente Medio y África" por el Consejo de Edificios Altos y Hábitat Urbano en 2011.[21]

## Venta de activos de Emicool
El 21 de enero de 2018, Union Properties anunció que había vendido a Dubai Investment, la empresa de múltiples inversiones, que cotiza en el mercado financiero de Dubái, su participación del 50% en « Emirates District Cooling LLC »“ EMICOOL ”por 500 millones de dirhams. Después de esta adquisición, Dubai Investments adquirirá todas las acciones de EMICOOL al 100%. El producto de la venta contribuyó a la mejora de las actividades de Union Properties y la reestructuración de algunas deudas derivadas de la empresa.
Union Properties también invirtió otra parte en la compra de una participación estratégica en Palm Hills Company en Egipto de acuerdo con los datos financieros de la compañía para el año 2019 y estos retornos contribuyeron a la restauración de la estabilidad del flujo de caja de la compañía y contribuyen a revitalizar y enfocarse en la compañía. otros negocios, además de mejorar la posición financiera de la empresa y permitirle completar sus otros negocios importantes.

## Patrocinio
- Dubai Motor City patrocinó los premios AUTOCAR Middle East Awards 2007 ، Honrando a los profesionales de la industria, durante 3 años.[27]
- Campeonato de Bridge y Ajedrez Uptown Mirdiff 2017.[28]
- Abra una pista de carreras en el Autódromo de Dubái para que las personas practiquen la conducción rápida en un área segura de forma gratuita una vez a la semana.